# Givotia gosai
Givotia gosai är en törelväxtart som beskrevs av Radcl.-sm.. Givotia gosai ingår i släktet Givotia och familjen törelväxter. Inga underarter finns listade i Catalogue of Life.